# Сковородецькі краєвиди (пам'ятка природи)
Сковороде́цькі краєви́ди — комплексна пам'ятка природи місцевого значення в Україні. Розташована в межах Миролюбненської сільської громади Хмельницького району Хмельницької області, на північний схід від села Сковородки.
Площа 82 га. Статус присвоєно згідно з рішенням сесії обласної ради народних депутатів від 28.10.1994 року № 7. Перебуває у віданні: Миролюбненська сільська громада.
Статус присвоєно з метою збереження мальовничого природного комплексу — ділянка мішаного лісу (дуб, граб, рідше сосна), прилеглі луки і ставки.